# Pénzügyőr SE (labdarúgás)
A Pénzügyőr Sportegyesület, egy 1950-ben[] alapított magyar labdarúgóklub. Székhelye Budapest II. kerületében található.

## Sikerek
NB III
- Bajnok: 1970-71, 1991-92

Budapesti labdarúgó-bajnokság (első osztály)
- Bajnok: 2014-15, 2021-22